# フォルシア
フォルシア（フランス語: Faurecia S.A.）は、フランス・パリ近郊のナンテールに本拠を置き、世界30カ国以上に拠点を持つ自動車部品メーカー。日本法人はフォルシア・ジャパン株式会社。このほか、日本発条との合弁によるフォルシア・ニッパツ株式会社およびフォルシア・ニッパツ九州株式会社、株式会社HOWAとの合弁によるフォルシア豊和インテリア株式会社がある。ユーロネクスト・パリ上場企業（Euronext: EO ）。

## 沿革
1997年12月、PSA・プジョーシトロエン（現在のステランティス N.V.）の部品部門であったECIAと、自動車座席サプライヤーのBertrand Faureとの合併により設立された。2001年1月、内装サプライヤーのSommer Allibertを買収し併合、2009年1月、アメリカ合衆国の排気システムサプライヤーのEMCON Technologiesを買収し併合した。
2012年11月、三菱化学と自動車インテリア部材向けバイオプラスチックに関する共同開発を目的としたパートナシップ締結で合意した。
2018年10月、フォルシアは車載音響機器メーカーのクラリオン（現・フォルシアクラリオン・エレクトロニクス）を日立製作所から買収することを発表、2019年4月にフォルシア子会社のエナップ シス エスエーエス（Hennape Six SAS）による公開買い付けを完了し、新部門「クラリオン エレクトロニクス」が発足した。
2021年8月、ドイツの自動車部品サプライヤーであり電装部品に強みを持つヘラーの買収を発表した。
フォルシアの事業は、シート、インテリア（ダッシュボード、ドアパネル、装飾部品など）、クラリオン エレクトロニクス、排気システムの4部門に分かれて（特化して）おり、いずれも世界シェア第1位である。

## 主要顧客
上位4社で全体の約6割となっている。
- フォルクスワーゲン（第1位）
- フォード・モーター（第2位）
- ステランティス（第3位）
- ルノー・日産・三菱アライアンス（第4位）
- ゼネラルモーターズ
- メルセデス・ベンツ・グループ
- BMW

## 日本法人
日本法人「フォルシア・ジャパン株式会社」は2005年に設立され、現在は横浜市（横浜ビジネスパーク）に本社を置く。
2001年7月、日本発条との合弁で「フォルシア・ニッパツ株式会社」（横浜市中区）「フォルシア・ニッパツ九州株式会社」（福岡県苅田町）が設立され、2012年4月、豊和繊維工業との合弁事業で「フォルシア豊和インテリア株式会社」（厚木市）が設立され、ともに日産自動車への供給体制を強化している。